# Moesha
Moesha foi uma sitcom norte-americana exibida originalmente pelo canal UPN de 23 de janeiro de 1996 a 14 de maio de 2001. O programa era estrelado pela cantora de R&B Brandy Norwood como Moesha Mitchell, uma estudante do ensino médio que vivia com sua família em Los Angeles.

## Enredo
O programa era focado na vida de uma família afro-americana de classe média, a partir dos olhos de uma típica garota americana. Seu pai Frank, um vendedor de carros, casou-se com Dee, a vice-diretora da escola onde Moesha estuda. O seriado lidava com problemas dos adolescentes, como gravidez na adolescência, uso de drogas, relações inter-raciais, sexo antes do casamento, e problemas do dia-a-dia na escola e em casa.

## Produção e exibição
O programa estava originalmente produzido para ser exibido pela rede CBS, no ano de 1995, porém o canal não aprovou o programa, e ele foi posteriormente escolhido pela UPN para entrar na grade de programação em janeiro de 1996. O seriado estreou nos Estados Unidos em 23 de janeiro de 1996, e ficou no ar por seis temporadas. Foi reprisado posteriormente pela própria UPN na programação vespertina de suas afiliadas entre os anos de 1999 e 2002. Em 2005, passou a ser exibida no canal The N, no qual é exibida até hoje.
Desde 2002, Brandy ganha dez milhões de dólares por ano como fruto de seus direitos sobre o show, e toda vez que uma rede de televisão de qualquer lugar do mundo compra os direitos de exibição, ela ganha uma porcentagem do negócio.

## Controvérsias
Em um dos mais controversos episódios do seriado, "Secrets & Lies", a família Mitchell descobre a partir da tia de Frank, Hattie, que ele na verdade é o pai biológico de Dorian, que todos achavam ser um sobrinho de Frank. A notícia chocante da infidelidade de Frank (durante seu primeiro casamento) causou a revolta de Dorian e a mudança de Moesha para uma nova casa. Este episódio da quinta temporada foi extremamente criticado pela atriz Sheryl Lee Ralph, que não gostou da trama. A partir da sexta temporada ela deixou o programa, e sua personagem Dee Mitchell passou a fazer participações apenas quando necessário. Muitos fãs da série também não gostaram da história, o que prejudicou a audiência do programa.

### Tensão nos bastidores
Com todo o sucesso que Moesha acumulou, rumores especulavam que Norwood não estava se dando bem com outro membros do elenco e com a equipe de produção. Boatos de uma possível briga entre Brandy e Countesse Vaughn apareceram em vários tablóides. Pouco depois, sentindo a pressão de fazer uma sitcom e ao mesmo tempo seguir uma carreira na música, foi divulgado que Brandy havia tido um colapso durante as gravações da série, graças a pílulas de emagrecimento.
Quando a cocriadora e produtora Vida Spears foi demitida, rumores alegavam que Brandy e sua mãe, Sonja Norwood, eram as responsáveis. Spears queria que o show continuasse a retratar apenas uma família feliz, enquanto Norwood queria um maior controle sobre os roteiros. Com a entrada de Ray J (irmão de Brandy na vida real) no programa, as histórias foram modificadas e seu personagem passou de sobrinho de Frank a seu filho bastardo.
Conflitos adicionais apareceram quando Lamont Bentley foi processado por um guarda da segurança, que denunciou uma possível agressão física quando ela e seus companheiros de trabalho supostamente pediram a identificação de Bentley na entrada do estacionamento dos Estúdios Sunset/Gower, onde a série era gravada. A gerência dos Estúdios Sunset/Gower preferiu não renovar o contrato com os produtores, como resultado deste problema, e a produção viria se mudar para um estúdio da Paramount.

### Cancelamento
Na sexta temporada, Moesha parecia ter se tornar uma dramédia completamente melodramática. No episódio final desta temporada, é revelado que Myles havia sido sequestrado por um rival de Dorian e um teste de gravidez sem dona é encontrado na lixeira do dormitório de Moesha. Uma sétima temporada estava planejada, mas a UPN preferiu cancelar o seriado, visto que a audiência continuava caindo desde o episódio "Secrets & Lies", como mencionado previamente, muitos telespectadores repudiaram o episódio. O programa acabou sem um episódio final, deixando várias tramas sem conclusão, a Entertainment Weekly divulgou na época que algumas tramas poderiam ter um fim em The Parkers, e que Ray J se juntaria ao elenco do spin-off, mas nada aconteceu. Um telefilme também estava supostamente sendo produzido, mas nunca foi ao ar.

## Elenco
- Brandy Norwood .... Moesha Mitchell
- William Allen Young .... Frank Mitchell
- Sheryl Lee Ralph .... Deidra "Dee" Mitchell (temporadas 1–5, recorrente posteriormente)
- Countess Vaughn .... Kimberly 'Kim' Parker (temporadas 1–4)
- Marcus T. Paulk .... Myles Mitchell
- Lamont Bentley .... Hakeem Campbell
- Yvette Wilson .... Andell Wilkerson (temporadas 1–5)
- Shar Jackson .... Denice 'Niecy' Jackson (temporadas 2–6, recorrente anteriormente)
- Fredro Starr .... Quinton 'Q' Brooks (temporadas 2–3, recorrente posteriormente)
- Ray J .... Dorian Long (temporadas 5–6)

## Episódios
Moesha teve, no total, 127 episódios divididos em seis temporadas.
| Temporada | Número de episódios | Primeiro episódio   | Último episódio                  |
| --------- | ------------------- | ------------------- | -------------------------------- |
| Primeira  | 14                  | Pilot               | Hakeem's New Flame               |
| Segunda   | 24                  | The List            | Prom Fright                      |
| Terceira  | 23                  | Labor Day Jammy     | A House Is Not a Home            |
| Quarta    | 22                  | Moesha Meets Brandy | I Studied Twelve Years for This? |
| Quinta    | 22                  | Good Vibrations?    | D-Money Loses His Patience       |
| Sexta     | 22                  | On the Rebound      | Paying the Piper                 |

## Spin-off
Devido a popularidade em Moesha, Countess Vaughn deixou o programa em 1999 para ter seu próprio seriado, The Parkers. O programa estreou em 30 de agosto de 1999 na UPN, e por um tempo, foi exibido logo após Moesha. Centrava-se nas aventuras de Kim que já estava na universidade e agora tinha a companhia da mãe, interpretada pela comediante Mo'Nique. Vários membros do elenco de Moesha (incluindo Brandy) fizeram aparições em The Parkers de tempos em tempos, dando continuidade aos dois seriados.

## Na cultura popular
Moesha foi citada em vários programas e filmes.
- Clueless - Em um episódio com o tema de Halloween que satirizava a popular série de filmes Scream, Cher (Rachel Blanchard), Dionne (Stacey Dash) e Amber (Elisa Donovan) tentavam capturar um perseguidor. Já no final, Amber deixa em aberto um futuro crossover ao perguntar o nome de Moesha quando as garotas olharam Murray e Sean. De fato, Shar Jackson e Lamont Bentley posteriormente reprisariam seu papéis de Moesha em um episódio.

- A Very Brady Sequel (1996) - Jan Brady (Jennifer Elise Cox) entra no escritório de sua psiquiatra, Sra. Cummings (RuPaul). Ela dá alguns conselhos, e pouco depois, as filhas da Sra. Cummings são mostradas falando "Moesha! Moesha! Moesha!. Coincidentemente, Jennifer Elise Cox viria a reprisar seu papel em um episódio da quarta temporada de Moesha.

- The Proud Family - No episódio "Hooray for Iesha", da animação da Disney, o programa fez uma paródia de Moesha ao citar o seriado favorito de Penny Proud, "lesha", que é cancelado sem que as tramas da última temporada sejam resolvidas (especialmente a fuga do irmão mais novo de Iesha). Este episódio é totalmente inspirado no episódio final de Moesha.

- Crenshaw High School, a escola na qual Moesha e seus amigos estudavam é mesma escola usada nos filmes Love & Basketball e Boyz N the Hood.

- Num episódio da sexta temporada de Family Guy, o prefeito Adam West diz: "Se eu perder minha série 'Moesha', eu fico um tanto ranzinza".

- Em um episódio da sitcom Scrubs, Dr. Cox chama J.D. de "Moesha".